# Ten (groupe)
Pour les articles homonymes, voir Ten.
Ten, aussi stylisé TEN, est un groupe britannique de hard rock mélodique. Formé en 1995, le groupe compte 16 albums studio, 6 compilations, 5 EP, un double album live, 10 clips et 4 clips lyriques. Le groupe se classe à la 30e place au Royaume-Uni en 2012 avec Heresy and Creed, mais AllMusic décrit leur album Spellbound sorti en 1999 comme leur plus grand succès.

## Histoire

### Débuts (1994-1996)
Après la sortie de ses deux premiers albums solo, le chanteur-compositeur britannique Gary Hughes écrit 28 chansons et décide de les diviser en deux albums - l'un contenant les morceaux les plus lourds et l'autre les ballades. En outre, l'idée initiale était de mixer l'album aux États-Unis, et des guitaristes américains ont donc été envisagés, notamment Doug Aldrich, Lanny Cordola et Ralph Santolla. Cependant, lorsqu'il a été décidé d'enregistrer les parties de guitare en Angleterre, le nom du guitariste Vinny Burns (Dare, Ultravox) est évoqué. Étant donné que Mike Stone a été chargé de mixer les albums, le projet évolue rapidement  vers une situation de groupe, marquant ainsi la première incarnation officielle de Ten. Au cours de la première année d'existence du groupe, un autre ex-membre de Dare rejoint le groupe lorsque Greg Morgan est engagé en tant que batteur.

### Premières années (1996-2001)
Le premier album du groupe (nommé X) sort en mai 1996. En soutien à l'album pour la tournée à venir, le groupe recrute le bassiste Martin « Shelley » Shelton (ex-Dare), le claviériste Ged Rylands (ex-KAGE) et le guitariste John Halliwell (ex-KAGE). Les chansons étant déjà écrites, le groupe retourne en studio pour terminer son deuxième album. The Name of the Rose est sorti en septembre de la même année (1996), recevant des critiques enthousiastes. La chanson titre est également élue « chanson de l'année » par les lecteurs du magazine japonais BURRN!.
La première tournée est organisée pour la fin de l'année 1996. Le bassiste Martin « Shelley » Shelton quitte le groupe et est remplacé par Andrew « Drew » Webb. Après une tournée réussie, Ten retourne en studio sans Webb pour enregistrer leur prochain album. Les tâches de mixage sont à nouveau confiées à Stone, et The Robe sort en septembre 1997. The Robe marque un changement dans le son général de Ten, qui est désormais du hard rock mélodique combiné à des atmosphères et des influences épiques. Avec l'arrivée du bassiste Steve Mckenna, le groupe tourne pendant un an pour soutenir son nouvel album, tandis qu'en 1998, le label japonais ZERO Records et le label européen Frontiers Records sortent un double album live intitulé Never Say Goodbye.
Le groupe signe avec le grand label Mercury Records pour la sortie de son quatrième album studio, Spellbound. L'album sort en avril 1999, est produit par Rafe Mckenna. Spellbound est également le premier album de Ten dont la pochette est dessinée par le célèbre artiste fantastique Luis Royo.
En 1999, le groupe retourne en studio pour commencer l'enregistrement de son prochain album. Babylon, qui sort en août 2000 et sur lequel figure le claviériste Don Airey, est un album conceptuel qui se déroule dans le futur et s'articule autour de l'histoire d'un programmeur informatique et de sa tragique histoire d'amour. Babylon entre dans le classement allemand des albums rock.
Peu après, le groupe retourne en studio pour enregistrer l'album suivant Babylon, intitulé Far Beyond the World. Les enregistrements ont eu lieu à Hanovre, en Allemagne, avec Tommy Newton derrière la table de mixage et l'ancien claviériste de Hard Rain, Paul Hodson, à la place de Don Airey. En décembre 2001, Ten sort Far Beyond the World ; mais juste avant le début de la promotion du nouvel album, le guitariste Vinny Burns annonce son départ du groupe, invoquant des divergences créatives.

### Retour à Evermore et pause (2002-2007)
Le groupe tient des auditions pour le poste de guitariste principal, et en janvier 2002 annonce Chris Francis comme remplaçant de Vinny Burns. En 2002 et 2003, le groupe fait une pause car Gary Hughes et le reste du groupe travaillent sur le projet d'opéra-rock en deux parties de Hughes intitulé Once and Future King.
Ten sort Return to Evermore en 2004, d'abord par le biais du label de Gary Hughes, Intensity Records, tandis qu'en 2005, le groupe annonce la sortie d'un best-of deux disques, The Essential Collection 1995-2005, pour célébrer le dixième anniversaire du groupe. La compilation comprend des versions nouvellement enregistrées des chansons, divisées en deux disques - l'un contenant les ballades et l'autre les morceaux plus lourds.
En plus de The Essential Collection, le groupe annonce la sortie de The Twilight Chronicles en août 2006, qui marque un autre changement dans le son du groupe, qui penche vers un son plus symphonique. Le groupe se compose alors de Hughes, Chris Francis, John Halliwell, Paul Hodson et du batteur de session Frank Basile, le bassiste Steve Mckenna ayant quitté le groupe en décembre 2005. En 2007, Ten est mis en pause et en mai 2008, le guitariste Chris Francis annonce son départ du groupe.

### Retour etIsla de Muerta(2010-2015)
Après un hiatus de quatre ans, le groupe revient avec Stormwarning au début de l'année 2011, un album produit par Dennis Ward sur lequel figurent les membres Gary Hughes, John Halliwell, Paul Hodson et les musiciens de session Neil Fraser à la guitare solo, Mark Sumner à la basse et Mark Zonder (Fates Warning) à la batterie. Un mois plus tard, une chanson inédite des sessions Babylon intitulée Dawn Star sort, dans le cadre du podcast AhORa Rock du site musical Rocktopia. À l'origine, Dawn Star devait figurer sur l'album Babylon, mais elle en est retirée trois semaines avant sa sortie finale. En janvier 2011, le groupe annonce aussi le tournage d'une vidéo pour le nouvel album, avec Devin Dehaven comme réalisateur. Le clip Endless Symphony est le plus gros budget du groupe à ce jour et sort un mois plus tard. Stormwarning, quant à lui, est sorti un mois plus tard, en février 2011.
Le dixième album studio du groupe, intitulé Heresy and Creed, sort le 26 septembre 2012 au Japon, le 19 octobre en Europe et le 22 octobre en Amérique du Nord. Le premier single de l'album est le titre Gunrunning, dont le clip vidéo est réalisé par Devin Dehaven. Le succès de l'album culmine avec son entrée dans les charts britanniques des albums rock à la 30e place pour le mois d'octobre 2012. Quelques mois plus tard, en mars 2013, le groupe se produit à Athènes, en Grèce, pour la première fois, tandis qu'en août de la même année, un jour après l'apparition du groupe au Vasby Rock Festival (sur lequel le guitariste principal de Serpentine Chris Gould l'a remplacé), le groupe annonce que le guitariste principal Dan Mitchell quitte le groupe en raison de problèmes de santé liés à son poignet et à son bras.
Quelques semaines avant la sortie de leur onzième album studio Albion, le groupe dévoile son nouveau line-up sur Firefest 2014 - The Final Fling, avec les deux guitaristes principaux actuels du groupe, Dann Rosingana et Steve Grocott. Le groupe se produit pour la deuxième fois de son histoire à Athènes, en Grèce, le 9 mai 2015, avant de sortir son 12e album studio, intitulé Isla de Muerta, le 20 mai via Rocktopia Records. Environ un mois plus tard, le groupe est la tête d'affiche de la deuxième soirée du Wildfire Festival en Écosse.
En septembre de la même année, le groupe sort également son premier EP depuis 16 ans, intitulé The Dragon and Saint George, qui comprend trois nouveaux titres, ainsi que Albion Born et le titre exclusif européen We Can Be as One, ces deux derniers étant présents à l'origine sur les deux derniers albums studio du groupe, Albion et Isla de Muerta.

### Retour chez Frontiers Records (depuis 2016)
En mars 2016, le groupe annonce son retour chez Frontiers Records, pour un contrat de plusieurs albums, commençant par la sortie de leur treizième album studio Gothica en juillet 2017 et la réédition de l'ensemble de leur back catalogue en format physique (coffret) et numérique sous le titre Opera Omnia. Comme pour les quatre derniers albums du groupe, le treizième album Gothica est mixé et masterisé par Dennis Ward. En novembre 2018, le groupe sort son quatorzième album studio intitulé Illuminati, tandis qu'en avril 2019, le groupe sort son très attendu coffret de compilation intitulé Opera Omnia. Le coffret comprend tous les albums sortis par le groupe depuis sa création en 1995, jusqu'à Illuminati. En décembre 2021, le groupe annonce qu'il travaille sur deux nouveaux albums studio, dont le premier, intitulé Here Be Monsters, sortira le 18 février 2022. Le groupe sort son seizième album studio intitulé Something Wicked this Way Comes, le 20 janvier 2023.

## Discographie

### Albums studio
- 1996 : X
- 1996 : The Name of the Rose
- 1997 : The Robe
- 1999 : Spellbound
- 2000 : Babylon
- 2001 : Far Beyond the World
- 2004 : Return to Evermore
- 2006 : The Twilight Chronicles
- 2011 : Stormwarning
- 2012 : Heresy and Creed
- 2014 : Albion
- 2015 : Isla de Muerta
- 2017 : Gothica
- 2018 : Illuminati
- 2022 : Here Be Monsters
- 2023 : Something Wicked This Way Comes

### EP
- 1996 : The Name of the Rose
- 1997 : The Robe
- 1997 : You're in My Heart
- 1999 : Fear the Force
- 2015 : The Dragon and Saint George

### Albums live
- 1998 : Never Say Goodbye

### Compilations
- 1999 : Ten/The Name of the Rose
- 1999 : The Robe/Bonus Collection
- 1999 : The Best of Ten 1996-1999
- 2005 : The Essential Collection 1995-2005
- 2016 : Battlefield – The Rocktopia Records Collection - Limited Release Double CD Collection
- 2019 : Opera Omnia